# Nacho Escartín Lasierra
Nacho Escartín Lasierra   (Saragossa, 6 de novembre de 1978) és un polític aragonès, conegut com a diputat de la novena legislatura de les Corts d'Aragó i exsecretari general de Podem Aragó. Malgrat que va néixer a la capital del país, resideix a Nuez de Ebro i ha treballat com a agricultor ecològic.

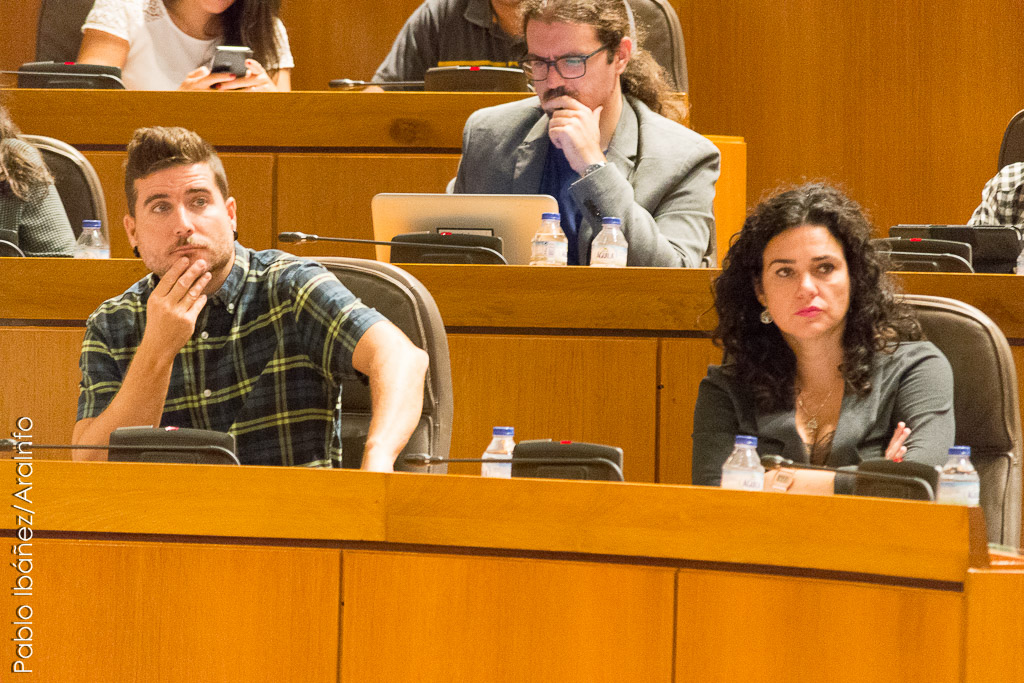

Procedent de col·lectius antimilitaristes i d'esquerra radical, ha advocat per un pla per dissoldre l'exèrcit i el cos policial d'Espanya. Va ser el número 3 de la llista de Podem per la circumscripció de Saragossa per a les eleccions a les Corts d'Aragó de 2015. Va resultar elegit secretari general de Podem Aragó en unes primàries celebrades l'octubre de 2017. Així, va succeir en el càrrec a Pablo Echenique.
Ni treballar ni collectius 